# Life Goes On (The Adicts)
Life Goes On è l'ottavo album di studio del gruppo punk inglese The Adicts, pubblicato il 28 luglio 2009 da EMD.
Ne esiste anche una versione con un DVD bonus.
L'ultima traccia Life Goes On contiene una hidden track.

## Tracce
- Tutte le tracce scritte dai The Adicts.

1. Spank Me Baby - 4:31
2. I Love You But Don't Come Near Me - 2:29
3. Reaky Deaky Boys & Girls - 3:20
4. I'm Not Scared Of You - 2:18
5. Over There - 3:00
6. The Whole Worlds Gone Mad - 2:20
7. Gangster - 5:22
8. We Ain't Got A Say - 2:43
9. Full Circle - 2:25
10. Mr. Dice Man - 3:12
11. Tune In, Turn On, Drop Out - 2:13
12. Mr. Hard - 4:00
13. Life Goes On - 13:40

- In realtà Life Goes On dura 4:40. Seguono 3 minuti e mezzo di silenzio (4:40 - 8:10), dopodiché inizia una ghost track strumentale senza titolo (8:10 - 13:40).

## DVD bonus[3]
1. Intro
2. Joker in the Pack
3. Let's Go
4. Tango
5. Fuck It Up
6. Troubadour
7. Go Genie Go
8. Life Goes On
9. Chinese Take Away
10. Bad Boy
11. Viva La Revolution/Outro

## Crediti[4]
- Keith 'Monkey' Warren - voce
- Pete Dee - chitarra, tastiere, sintetizzatore, voce d'accompagnamento, produttore
- Scruff Ellis - chitarra, voce d'accompagnamento
- Mel Ellis - basso
- Kid Dee - batteria, voce d'accompagnamento
- Earle Mankey - ingegneria del suono